# Tony Garza
Antonio Oscar „Tony“ Garza (* 7. července 1961 Brownsville, Texas, USA) je americký právník, bývalý krajský soudce v Texasu a bývalý velvyslanec v Mexiku.

## Život
Garza je vnuk mexických emigrantů, absolvoval Saint Joseph Academy v Brownsvillu a vystudoval práva na Southern Methodist University. Pracoval jako právník. Poté byl v roce 1988 zvolen soudcem v Cameron County.
Garza je republikán a když byl George W. Bush guvernérem státu Texas, byl Garza v jeho kabinetu. Garza byl první republikánský hispánec, který byl zvolen do veřejné funkce[zdroj?] – Texas Railroad Commision. Garza také pracoval pro právnickou firmu Barcewell & Giuliani.
Podle některých spekulací se měl Garza stát i členem prezidentského kabinetu[zdroj?] George W. Bushe. V roce 2002 byl Garza jmenován velvyslanecem v Mexiku. Tuto funkci vykonával do roku 2009.
Tony Garza je také poradcem Bush School of Government and Public Service při univerzitě Texas A&M University v College Station.[zdroj?]
26. února 2005 se Garza v Mexico City oženil s nejbohatší Mexičankou Maríou Asunción Aramburuzabalovou. Přítomná byla i tehdejší první dáma USA Laura Bushová, prezident Bush se nemohl účastnit.[zdroj?]